# 鄒儒 (成化丙戌進士)
鄒儒（1427年—？），字宗魯，江西南昌府豐城縣人，明朝政治人物。進士出身。

## 生平
成化元年乙酉科江西鄉試第六十六名。成化二年（1466年）丙戌科會試第六十三名，殿試登進士第三甲第一百一十名。四年七月擢授南京四川道試御史，五年十月實授，十二年十一月升云南按察司佥事。

## 家族
曾祖父鄒仕宏。祖父鄒至剛。父亲鄒世隆。